# Трясунка малая
Трясу́нка ма́лая (лат. Briza minor) — многолетнее травянистое растение, вид рода Трясунка (Briza) семейства Злаки, или Мятликовые (Poaceae). Культивируется как декоративное растение, выращивается как озимая культура.

## Распространение
Трясунка малая встречается в Средиземноморье, приатлантической и Средней Европе, на Балканском полуострове, в Малой Азии, на Кавказе.
Растёт на песчаных лугах на песках и галечниках в речных долинах, на лужайках, лесных полянах, рядом с морским побережьем.

## Биологическое описание

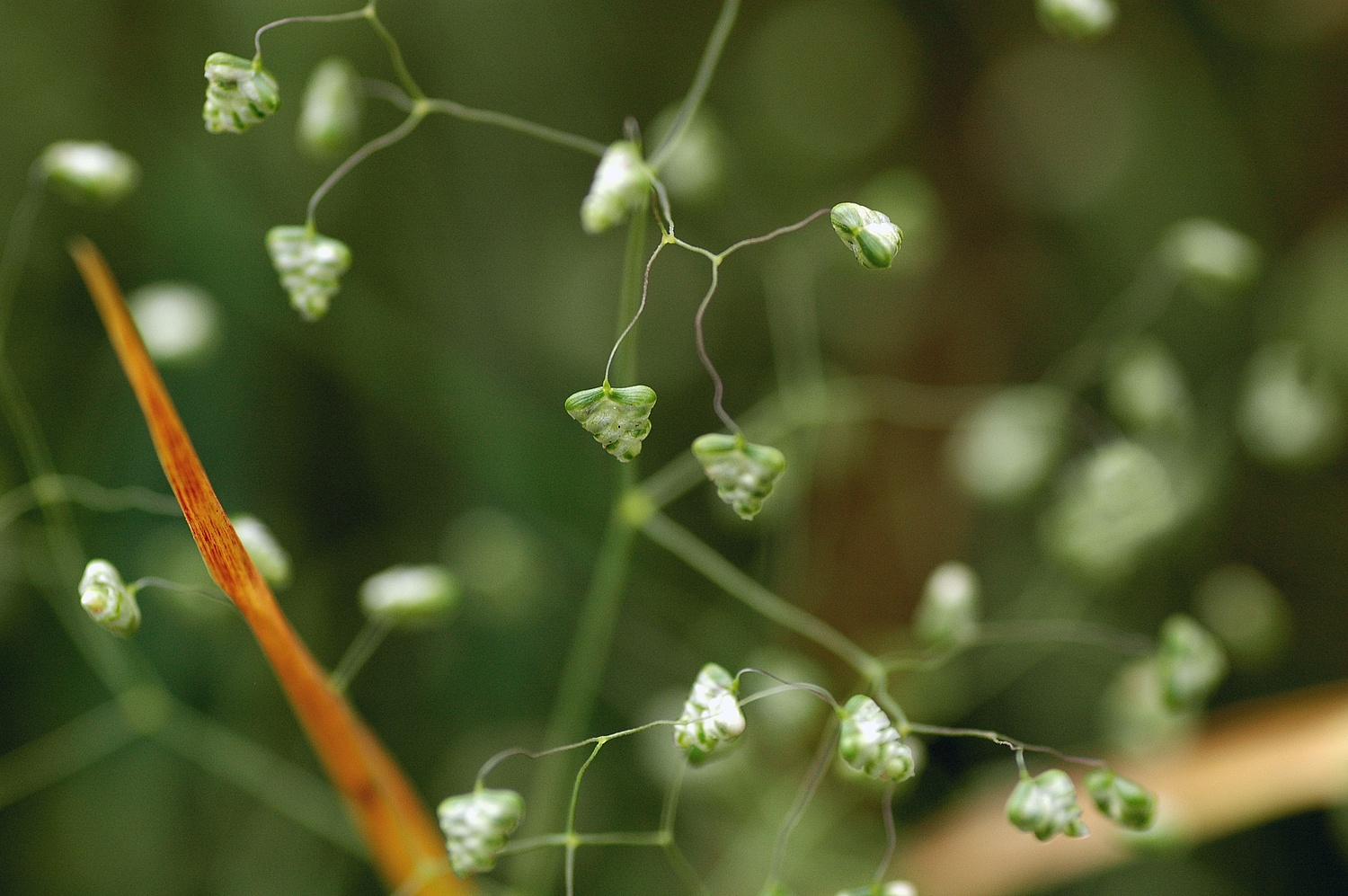
Колоски трясунки малой

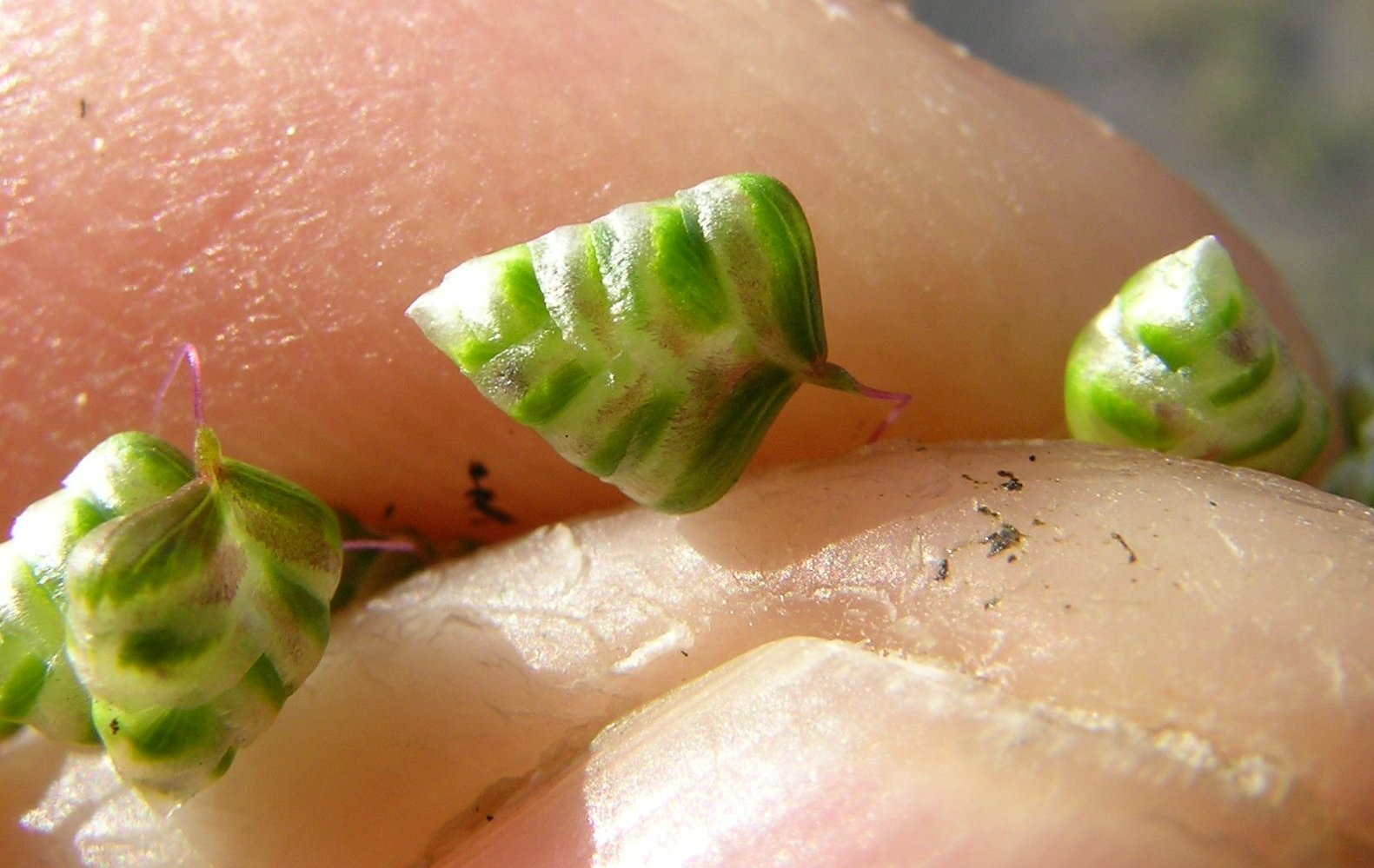
Колоски трясунки малой крупным планом

Многолетнее травянистое растение (в отличие от другого распространённого вида этого рода, трясунки большой, которая является однолетним растением). Высота взрослых растений — от 15 до 40 см (по другим данным — до 50 см). Ветвление происходит от основания. Листья линейно-ланцетные, шириной до 8 мм (по другим данным — от 3 до 5 мм), более или менее шершавые.
Соцветие — сложное: раскидистая метёлка длиной до 10 см с нитевидными веточками, на которых расположены многочисленные частные соцветия — колоски бледно-зелёного цвета длиной от 2 до 4 мм; количество цветков в колоске — от 5 до 7 штук. Цветение начинается в начале лета.

## Значение и применение
Растение культивируется как декоративное, ценится за красиво выглядящие метёлки; используется для украшения каменистых горок и миксбордеров, включается в состав мавританского и лугового газонов, иногда используется также и для одиночных посадок. Засушенные соцветия-метёлки трясунки малой используются для создания сухих (зимних) букетов.
Хорошая кормовая трава, особенно для овец.
Растение прошло акклиматизационные испытания на разных территориях, в том числе в Сибири.
Растение выращивается как озимая культура.

## Синонимы
По информации базы данных The Plant List (2013), в синонимику вида входят следующие названия:
- Briza aspera Knapp
- Briza deltoidea Burm.f.
- Briza gracilis G.Nicholson
- Briza gracilis hort.
- Briza minima G.Nicholson
- Briza minor f. concolor Maire
- Briza minor f. purpurascens Maire
- Briza minor var. virens (L.) Rouy
- Briza trichotoma Steud.
- Briza virens L.